# Arivonimamo II
Arivonimamo II is een plaats en commune in het centrum van Madagaskar, behorend tot het district Arivonimamo, dat gelegen is in de regio Itasy. Tijdens een volkstelling in 2001 telde de plaats 10.183 inwoners.
De plaats biedt enkel lager onderwijs aan. 99,5 % van de bevolking werkt als landbouwer en 2 % houdt zich bezig met veeteelt. De belangrijkste landbouwproducten zijn rijst en tomaten; andere belangrijke producten zijn komkommer, maniok en aardappelen. Verder is 0,5% actief in de dienstensector.